# Максим
Макси́м (лат. maximus — самый большой, величайший) — мужское имя латинского происхождения. Римское родовое имя.
В России было популярно среди простых сословий в XIX веке; вновь стало широко использоваться с начала 1970-х. Существует также женская версия имени — Максима, практически не используемая в России, но известная в странах Западной Европы, прежде всего в Нидерландах.

## Иноязычные аналоги
- укр. Максим (Максым)
- арм. Մաքսիմ (Maqsim)
- чув. Макҫӑм
- удм. Маки
- мар. Максым
- хант. Макщум
- бел. Максім
- итал. Massimo
- нем. Maximilian
- англ. Maxim, Max
- фр. Maxime
- лат. Maximus
- латыш. Maksims
- лезг. Магьсум
- порт. Maximo
- пол. Maksym
- яп. マキシム (Макисиму)
- греч. Μάξιμος (Максимос)
- груз. მაქსიმე
- исп. Máximo
- якут. Махсыын
- кирг. Максат
- каз. Мақсат
- тадж. Максум
- узб. Махсум
- кит. 马克西姆

## Диминутив(уменьшительно-ласкательные формы)
Макс, Максимка, Макся, Максюта, Максюша, Мака, Сима.

## Носители, известные по имени
- Максим (ум. 1305) — митрополит Киевский.
- Максим (1914—2012), патриарх Болгарский (с 1971 года).
- Максим (епископ Майнца)
- Максим (епископ Тулузы)
- Максим Адрианопольский — мученик.
- Максим Азийский — мученик.
- Максим Антиохийский — мученик.
- Максим Африканский — мученик.
- Максим Горлицкий
- Максим Грек — преподобный
- Максим Доростольский — мученик.
- Максим из Авеи.
- Максим из Малой Азии
- Максим из Павии
- Максим из Падуи
- Максим из Эврё
- Максим Исповедник — преподобный
- Максим Кавсокаливит (ум. 1354) — преподобный, Христа ради юродивый.
- Максим Кизический — епарх, мученик.
- Максим Маркианопольский (ум. между 305 и 311) — мученик Мизийский.
- Максим Московский — Христа ради юродивый.
- Максим Неаполитанский — епископ, священномученик.
- Максим Ноланский — епископ
- Максим Остийский — мученик
- Максим Перс — мученик.
- Максим Регийский
- Максим Римский — епарх, мученик.
- Максим Тотемский (ум. 1650) — иерей, блаженный, Вологодский подвижник.
- Максим Туринский — епископ.

- Максим I Киник — архиепископ Константинопольский в 380 году, соперничавший за константинопольскую кафедру с Григорием Богословом.
- Максим II — патриарх Константинопольской православной церкви (июнь — декабрь 1216 года).
- Максим III (ум. 1482) — патриарх Константинопольской православной церкви (1476—1482).
- Максим IV — патриарх Константинопольской православной церкви (1491—1497)
- Максим V (1897—1972) — патриарх Константинопольской православной церкви (1946—1948).
- Максим I (патриарх Антиохийский) — патриарх Антиохийской православной церкви (182 или 188 — 191).
- Максим II Хаким — патриарх Мелькитской католической церкви (1760—1761). Нумеровался вторым относительно патриарха Максима I Антиохийского.
- Максим III Мазлум — патриарх Мелькитской католической церкви (1833—1855).
- Максим IV Сайех — патриарх Мелькитской католической церкви (1947—1967).
- Максим V Хаким (1908—2001) — патриарх Мелькитской католической церкви (1967—2000)
- Максим I (Мачутадзе) — абхазский католикос (1639—1657).
- Максим II (Абашидзе) — последний абхазский католикос (1776—1795). Скончался в 1795 году в Киево-Печерской лавре.

- Максим (Айоргусис) (1935—2020) — епископ Константинопольской православной церкви.
- Максим (Василевич) (род. 1968) — епископ Сербской православной церкви, епископ Западно-Американский.
- Максим (Вгенопулос) (род. 1970) — епископ Константинопольской православной церкви.
- Максим (Бачинский)
- Максим (Дмитриев) (род. 1961) — епископ Русской православной церкви, епископ Барнаульский и Алтайский.
- Максим (Жижиленко) (1885—1931) — епископ Русской православной церкви, деятель «иосифлянства».
- Максим (Кроха) (1928—2002) — епископ Русской православной церкви, архиепископ Могилёвский и Мстиславский (1989—2002).
- Максим (Ксидас) (1942—2003) — епископ Элладской православной церкви; митрополит Серрейский и Нигритский (1984—2003).
- Максим (Мастихис)
- Максим (Пелов) (1850—1938) — епископ Болгарской православной церкви, митрополит Пловдивский, общественный деятель, благотворитель.
- Максим (Пелов) (Максим Петков, 1882—1948) — епископ Болгарской православной церкви, титулярный епископ Браницкий.
- Максим (Попов)
- Максим (Руберовский) (1878—1937) — епископ Полонский Русской православной церкви, викарий Волынской епархии.
- Максим (Цаусис) — митрополит Сардский.
- Максим (Цицимбакос) (род. 1933) — епископ старостильной Церкви истинно-православных христиан Греции.

### Учёные древности
- Максим Эфесский (ум. 377/378) — античный философ-неоплатоник, учитель и советник императора Юлиана Отступника.
- Максим Тирский
- Максим Плануд

### Римские правители
- Магн Максим, узурпатор 383—388.
- Петроний Максим, 455.
- Максим (префект Египта)
- Максим (префект Египта 364 года)
- Максим (префект Рима)
- Максим (узурпатор)

## Пословицы и приметы
- Со всем Максим, и котомка с ним (вар. и шапка с ним).
- Со всем Максим, и с килой, и с горбом.
- Грелся Максим круг осин.

На Максимов день (11 мая) начинается сбор берёзового сока. В этот день этим лесным лекарством отпаивают больных. Тёплый ветер приносит здоровье.

## Фамилии, образованные от имени
От имени Максим образовано несколько фамилий: Максимов, Максимовский, Максименко, Максименков, Максимчук, Максимычев, Максимачёв, Максимец, Максимцев, Максимович, Максимочкин.